# Calendario internazionale femminile UCI 2015
Il calendario internazionale femminile UCI 2015 raggruppa le competizioni femminili di ciclismo su strada organizzate dall'Unione Ciclistica Internazionale nella stagione 2015. I risultati nelle 94 prove in calendario hanno sancito la vittoria di Anna van der Breggen nella classifica individuale, del team Rabo-Liv Women in quella a squadre e dei Paesi Bassi nella classifica per nazioni.

## Calendario

### Gennaio
| Data  | Prova                              | Cat. | Vincitrice         | Squadra          |
| ----- | ---------------------------------- | ---- | ------------------ | ---------------- |
| 10    | Gran Prix San Luis Femenino (2015) | 1.2  | Hannah Barnes      | UnitedHealthcare |
| 11-16 | Tour Femenino de San Luis (2015)   | 2.2  | Janildes Fernandes | Brasile          |

### Febbraio
| Data  | Prova                                             | Cat. | Vincitrice                                                  | Squadra                                                     |
| ----- | ------------------------------------------------- | ---- | ----------------------------------------------------------- | ----------------------------------------------------------- |
| 3-6   | Ladies Tour of Qatar (2015)                       | 2.1  | Elizabeth Armitstead                                        | Boels-Dolmans Cycling Team                                  |
| 9     | Campionati africani - Cronometro a squadre (2015) | CC   | Sudafrica (Lise Olivier, An-Li Pretorius, Ashleigh Moolman) | Sudafrica (Lise Olivier, An-Li Pretorius, Ashleigh Moolman) |
| 9     | Campionati africani - Cronometro (2015)           | CC   | Ashleigh Moolman                                            | Sudafrica                                                   |
| 11    | Campionati asiatici - In linea (2015)             | CC   | Huang Ting Ying                                             | Taipei cinese                                               |
| 13    | Campionati oceaniani - Cronometro (2015)          | CC   | Katrin Garfoot                                              | Australia                                                   |
| 13    | Campionati africani - In linea (2015)             | CC   | Ashleigh Moolman                                            | Sudafrica                                                   |
| 14    | Campionati asiatici - Cronometro (2015)           | CC   | Na Ah-Reum                                                  | Corea del Sud                                               |
| 14    | Campionati oceaniani - In linea (2015)            | CC   | Lauren Kitchen                                              | Australia                                                   |
| 18-22 | Women's Tour of New Zealand (2015)                | 2.2  | Tayler Wiles                                                | Velocio-SRAM                                                |
| 28    | Omloop Het Nieuwsblad (2015)                      | 1.2  | Anna van der Breggen                                        | Rabo-Liv Women Cycling Team                                 |

### Marzo
| Data | Prova                                           | Cat. | Vincitrice           | Squadra                    |
| ---- | ----------------------------------------------- | ---- | -------------------- | -------------------------- |
| 4    | Le Samyn des Dames (2015)                       | 1.2  | Chantal Blaak        | Boels-Dolmans Cycling Team |
| 7    | Strade Bianche (2015)                           | 1.1  | Megan Guarnier       | Boels-Dolmans Cycling Team |
| 8    | Omloop van het Hageland - Tielt-Winge (2015)    | 1.2  | Jolien D'Hoore       | Wiggle-Honda               |
| 12   | Drentse Acht van Westerveld (2015)              | 1.2  | Giorgia Bronzini     | Wiggle-Honda               |
| 14   | Ronde van Drenthe (2015)                        | CDM  | Jolien D'Hoore       | Wiggle-Honda               |
| 15   | Novilon Eurocup (2015)                          | 1.2  | Kirsten Wild         | Hitec Products             |
| 22   | Cholet-Pays de Loire Dames (2015)               | 1.2  | Audrey Cordon-Ragot  | Wiggle-Honda               |
| 29   | Gand-Wevelgem (2015)                            | 1.2  | Floortje Mackaij     | Team Liv-Plantur           |
| 29   | Trofeo Alfredo Binda-Comune di Cittiglio (2015) | CDM  | Elizabeth Armitstead | Boels-Dolmans Cycling Team |

### Aprile
| Data  | Prova                    | Cat. | Vincitrice           | Squadra                             |
| ----- | ------------------------ | ---- | -------------------- | ----------------------------------- |
| 5     | Giro delle Fiandre       | CDM  | Elisa Longo Borghini | Wiggle-Honda                        |
| 6     | Grand Prix de Dottignies | 1.2  | Roxane Fournier      | Poitou-Charentes.Futuroscope.86     |
| 8-10  | Women's Tour of Thailand | 2.2  | Zhao Juan Meng       | China Chongming-Liv-Champion System |
| 8-12  | Energiewacht Tour        | 2.2  | Lisa Brennauer       | Velocio-SRAM                        |
| 19    | Ronde van Gelderland     | 1.2  | Kirsten Wild         | Hitec Products                      |
| 22    | Freccia Vallone          | CDM  | Anna van der Breggen | Rabo-Liv Women Cycling Team         |
| 23-26 | Joe Martin Stage Race    | 2.2  | Lauren Stephens      | Team Tibco-SVB                      |
| 25    | Omloop van Borsele       | 1.1  | Kirsten Wild         | Hitec Products                      |
| 26    | Dwars door de Westhoek   | 1.1  | Élise Delzenne       | Velocio-SRAM                        |
| 27    | PMB Road Classic         | 1.2  | Cherise Stander      |                                     |
| 29-3  | Tour of the Gila         | 2.2  | Mara Abbott          | Wiggle-Honda                        |
| 30-3  | Gracia-Orlová            | 2.2  | Alena Amjaljusik     | Velocio-SRAM                        |

### Maggio
| Data  | Prova                                                   | Cat. | Vincitrice           | Squadra                               |
| ----- | ------------------------------------------------------- | ---- | -------------------- | ------------------------------------- |
| 1-3   | Festival Luxembourgeois du Cyclisme Féminin Elsy Jacobs | 2.1  | Anna van der Breggen | Rabo-Liv Women Cycling Team           |
| 1     | Ronde van Overijssel                                    | 1.1  | Lauren Kitchen       | Hitec Products                        |
| 3     | Hibiscus Cycle Classic                                  | 1.2  | Cherise Stander      |                                       |
| 7     | Campionati panamericani, Prova a cronometro             | CC   | Carmen Small         | Stati Uniti                           |
| 8-10  | Tour of California Women's Race                         | 2.1  | Trixi Worrack        | Velocio-SRAM                          |
| 9     | 7-Dorpenomloop Aalburg                                  | 1.2  | Chloe Hosking        | Wiggle-Honda                          |
| 9     | Campionati panamericani, Prova in linea                 | CC   | Marlies Mejías       |                                       |
| 13-15 | Tour of Chongming Island                                | 2.1  | Kirsten Wild         | Hitec Products                        |
| 15    | Tour of California Women's Invitational Time Trial      | 1.1  | Evelyn Stevens       | Boels-Dolmans Cycling Team            |
| 16    | Copa Federación Venezolana de Ciclismo                  | 1.2  | Gleydimar Tapia      |                                       |
| 16    | Trofee Maarten Wynants                                  | 1.2  | Natalie van Gogh     | Parkhotel Valkenburg Continental Team |
| 17    | Clásico FVCiclismo Corre por la VIDA                    | 1.2  | Paola Muñoz          |                                       |
| 17    | Tour of Chongming Island World Cup                      | CDM  | Giorgia Bronzini     | Wiggle-Honda                          |
| 20-22 | Tour of Zhoushan Island                                 | 2.2  | Lauren Kitchen       | Hitec Products                        |
| 29    | Valkenburg Hills Classic                                | 1.1  | Elizabeth Armitstead | Boels-Dolmans Cycling Team            |
| 29    | La Classique Morbihan                                   | 1.2  | Chloe Hosking        | Wiggle-Honda                          |
| 30    | Grand Prix de Plumelec-Morbihan Dames                   | 1.1  | Sheyla Gutiérrez     | Lointek Team                          |
| 31    | Winston-Salem Cycling Classic                           | 1.2  | Alena Amjaljusik     | Velocio-SRAM                          |
| 31    | Grand Prix Cham-Hagendorn                               | 1.2  | Lizzie Williams      | Orica-AIS                             |
| 30    | Gooik-Geraardsbergen-Gooik                              | 1.1  | Gracie Elvin         | Orica-AIS                             |

### Giugno
| Data  | Prova                                      | Cat. | Vincitrice           | Squadra                        |
| ----- | ------------------------------------------ | ---- | -------------------- | ------------------------------ |
| 2     | Grand Prix of Maykop                       | 1.2  | Anastasija Jakovenko | Russia                         |
| 3-6   | Tour of Adygeya                            | 2.2  | Svetlana Vasilieva   |                                |
| 4     | Grand Prix Cycliste de Gatineau            | 1.1  | Kirsten Wild         | Hitec Products                 |
| 5     | Chrono de Gatineau                         | 1.1  | Carmen Small         | Twenty 16 presented by Sho-Air |
| 5-7   | Auensteiner-Radsporttage                   | 2.2  | Ashleigh Moolman     | Bigla Pro Cycling Team         |
| 7     | Philadelphia International Cycling Classic | CDM  | Elizabeth Armitstead | Boels-Dolmans Cycling Team     |
| 9     | Durango-Durango Emakumeen Saria            | 1.2  | Emma Johansson       | Orica-AIS                      |
| 10-14 | Euskal Emakumeen Bira                      | 2.2  | Katarzyna Niewiadoma | Rabo-Liv Women Cycling Team    |
| 11-14 | Vuelta Internacional Femenina a Costa Rica | 2.2  | Milagro Mena Solano  |                                |
| 12    | Ljubljana-Domzale-Ljubljana TT             | 1.2  | Tat'jana Antošina    | Servetto-Footon                |
| 14    | Diamond Tour                               | 1.1  | Jolien D'Hoore       | Wiggle-Honda                   |
| 14    | Frauen Grand Prix Gippingen                | 1.2  | Anouska Koster       | Rabo-Liv Women Cycling Team    |
| 17-21 | Women's Tour                               | 2.1  | Lisa Brennauer       | Velocio-SRAM                   |
| 20    | Giro del Trentino-Alto Adige/Südtirol      | 2.1  | Amanda Spratt        | Orica-AIS                      |
| 20    | Omloop van de IJsseldelta                  | 1.2  | Kirsten Wild         | Hitec Products                 |

### Luglio
| Data  | Prova                                         | Cat. | Vincitrice           | Squadra                     |
| ----- | --------------------------------------------- | ---- | -------------------- | --------------------------- |
| 3-12  | Giro d'Italia Internazionale Femminile        | 2.1  | Anna van der Breggen | Rabo-Liv Women Cycling Team |
| 9-12  | Tour de Feminin-O cenu Českého Švýcarska      | 2.2  | Tat'jana Antošina    | Servetto-Footon             |
| 12    | White Spot/Delta Road Race                    | 1.2  | Shelley Olds         | Bigla Pro Cycling Team      |
| 16-19 | Tour de Bretagne Féminin                      | 2.2  | Ilaria Sanguineti    | BePink-LaClassica           |
| 17-19 | BeNe Ladies Tour                              | 2.2  | Jolien D'Hoore       | Wiggle-Honda                |
| 17-23 | Internationale Thüringen Rundfahrt der Frauen | 2.1  | Emma Johansson       | Orica-AIS                   |
| 26    | La Course by Le Tour de France                | 1.1  | Anna van der Breggen | Rabo-Liv Women Cycling Team |

### Agosto
| Data  | Prova                                  | Cat. | Vincitrice                  | Squadra                     |
| ----- | -------------------------------------- | ---- | --------------------------- | --------------------------- |
| 1     | Erondegemse Pijl - Erpe-Mere           | 1.2  | Thalita de Jong             | Rabo-Liv Women Cycling Team |
| 2     | Sparkassen Giro                        | CDM  | Barbara Guarischi           | Velocio-SRAM                |
| 7     | Campionati europei, Prova a cronometro | CC   | Mieke Kröger                | Germania                    |
| 8     | Campionati europei, Prova in linea     | CC   | Katarzyna Niewiadoma        | Polonia                     |
| 8-16  | La Route de France                     | 2.1  | Elisa Longo Borghini        | Wiggle-Honda                |
| 14-16 | Ladies Tour of Norway                  | 2.2  | Megan Guarnier              | Boels-Dolmans Cycling Team  |
| 19    | Golan I                                | 1.2  | annullata                   |                             |
| 21    | Golan II                               | 1.2  | annullata                   |                             |
| 21    | Women World Cup Vargarda TTT           | CDM  | Rabo-Liv Women Cycling Team | Rabo-Liv Women Cycling Team |
| 23    | Women World Cup Vargarda               | CDM  | Jolien D'Hoore              | Wiggle-Honda                |
| 23    | Golan III                              | 1.2  | annullata                   |                             |
| 23-26 | Trophée d'Or féminin                   | 2.2  | Rachel Neylan               | Orica-AIS                   |
| 29    | Grand Prix de Plouay-Bretagne          | CDM  | Elizabeth Armitstead        | Boels-Dolmans Cycling Team  |

### Settembre
| Data  | Prova                                                | Cat. | Vincitrice          | Squadra                    |
| ----- | ---------------------------------------------------- | ---- | ------------------- | -------------------------- |
| 1-6   | Holland Ladies Tour                                  | 2.1  | Lisa Brennauer      | Velocio-SRAM               |
| 2-7   | Tour Cycliste Féminin International de l'Ardèche     | 2.2  | Tayler Wiles        | Velocio-SRAM               |
| 8-11  | Belgium Tour                                         | 2.2  | Emma Johansson      | Orica-AIS                  |
| 11-13 | Giro della Toscana Femminile-Memorial Michela Fanini | 2.2  | Małgorzata Jasińska | ALÉ-Cipollini              |
| 13    | La Madrid Challenge by La Vuelta                     | 1.1  | Shelley Olds        | ALÉ-Cipollini              |
| 13    | Chrono Champenois - Trophée Européen                 | 1.1  | Ann-Sophie Duyck    | Topsport Vlaanderen-ProDuo |

### Ottobre
| Data | Prova                                 | Cat. | Vincitrice           | Squadra         |
| ---- | ------------------------------------- | ---- | -------------------- | --------------- |
| 10   | Giro dell'Emilia Internazionale Donne | 1.1  | Elisa Longo Borghini | Wiggle-Honda    |
| 18   | Chrono des Nations                    | 1.1  | Tat'jana Antošina    | Servetto-Footon |

### Novembre
| Data  | Prova                            | Cat. | Vincitrice       | Squadra                |
| ----- | -------------------------------- | ---- | ---------------- | ---------------------- |
| 3     | Gran Prémio Memorial Bruno Caloi | 1.2  | annullato        |                        |
| 6-8   | Giro Feminino de Ciclismo        | 2.2  | annullato        |                        |
| 13-15 | Volta Feminina da República      | 2.2  | annullata        |                        |
| 15    | 94.7 Cycle Challenge             | 1.1  | Ashleigh Moolman | Bigla Pro Cycling Team |

## Classifiche
Classifiche finali.
| Pos. | Corridore            | Squadra      | Punti    |
| ---- | -------------------- | ------------ | -------- |
| 1    | Anna van d. Breggen  | Rabo-Liv     | 1 257,75 |
| 2    | Lizzie Armitstead    | Boels-Dolm.  | 1 024,5  |
| 3    | Jolien D'Hoore       | Wiggle-Honda | 962      |
| 4    | Emma Johansson       | Orica-AIS    | 928      |
| 5    | Elisa Longo Borghini | Wiggle-Honda | 864      |
| 6    | Ashleigh Moolman     | Bigla        | 764,17   |
| 7    | Lisa Brennauer       | Velocio-SRAM | 725      |
| 8    | Megan Guarnier       | Boels-Dolm.  | 719,67   |
| 9    | Kirsten Wild         | Hitec Prod.  | 690,25   |
| 10   | Lucinda Brand        | Rabo-Liv     | 648,75   |

| Pos. | Squadra                    | Punti    |
| ---- | -------------------------- | -------- |
| 1    | Rabo-Liv Women             | 3 120,5  |
| 2    | Boels-Dolmans Cycling Team | 2 929,92 |
| 3    | Wiggle-Honda               | 2 735    |
| 4    | Velocio-SRAM               | 2 321    |
| 5    | Bigla Pro Cycling Team     | 1 774,67 |
| 6    | Orica-AIS                  | 1 768,67 |
| 7    | Hitec Products             | 1 275,17 |
| 8    | Team Liv-Plantur           | 1 010,5  |
| 9    | ALÉ-Cipollini              | 879,5    |
| 10   | UnitedHealthcare Profess.  | 770,33   |

| Pos. | Nazione       | Punti    |
| ---- | ------------- | -------- |
| 1    | Paesi Bassi   | 3 645,5  |
| 2    | Stati Uniti   | 2 312,59 |
| 3    | Italia        | 2 228    |
| 4    | Australia     | 1 555,34 |
| 5    | Gran Bretagna | 1 413,5  |
| 6    | Belgio        | 1 390,5  |
| 7    | Germania      | 1 374    |
| 8    | Francia       | 1 153    |
| 9    | Sudafrica     | 1 060,51 |
| 10   | Svezia        | 1 035,5  |